# Mount Harwood
Mount Harwood är ett berg i Antarktis. Det ligger i Östantarktis. Nya Zeeland gör anspråk på området. Toppen på Mount Harwood är 1 040 meter över havet.
Terrängen runt Mount Harwood är varierad. En vik av havet är nära Mount Harwood norrut. Trakten är obefolkad. Det finns inga samhällen i närheten.